# السجن القديم

دار إفتيتة - 1909

السجن القديم أو دار إفتيتة نسبة لمحمد افتيتة أصيل مدينة بنغازى الذي شغل لفترة طويلة إدارة أموره حتى كنى باسمه وأصبح متداولآ بين أهل المدينة بهذا الاسم وهو السجن القديم في مدينة بنغازي، ويقع على شاطئ البحر بمنطقة سيدي خريبيش يرجع بناءه إلى العهد التركي، ثم استعمله الإيطاليون، هدم بعد ذلك في الستينيات من القرن الماضي واستثمر مكانه لمشاريع سياحية باء بعضها بالفشل وهدمت وبني على انقاض ذلك مقهى ومطعم سيدي إخريبيش.